# Waggon- und Maschinenbau

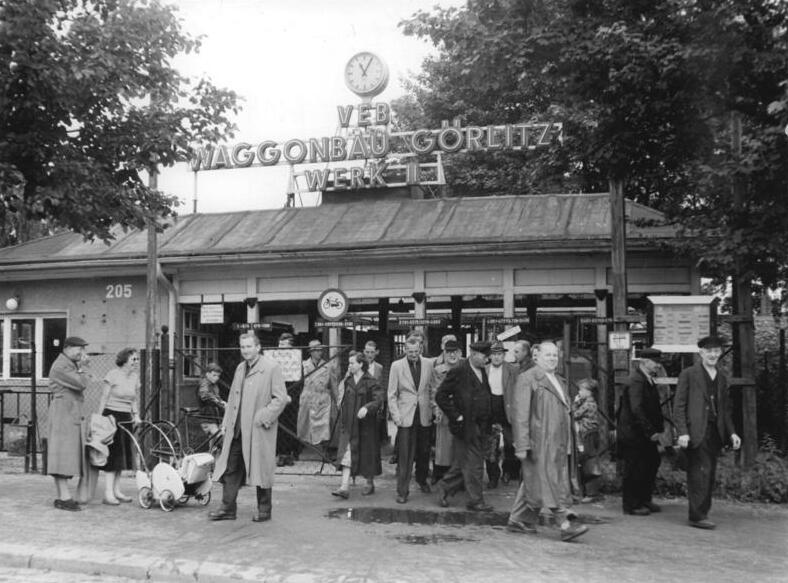
VEB Waggonbau di Görlitz

La Waggon- und Maschinenbau AG, nota anche con la sigla WUMAG, è stata, dal 1921 al 1945, la ragione sociale di un'azienda meccanica tedesca attiva nella produzione di rotabili ferroviari, motori, turbine ed altri tipi di costruzioni meccaniche con sede a Görlitz
In seguito nota come VEB Waggonbau Görlitz, dal 1998  è confluita nel gruppo Bombardier Transportation.

## Storia
L'azienda fu fondata nel 1847 come Görlitzer Maschinenbau-Anstalt und Eisengießerei e dal 1869  divenne società per azioni per costruzione di materiale ferroviario (AG für Fabrikation von Eisenbahnmaterial). Dal 22 ottobre 1919 cambiò ragione sociale in Waggonfabrik Görlitz AG.
All'inizio del 1921 si fuse con la Cottbuser Maschinenbau-Anstalt und Eisengießerei AG divenendo WUMAG,(Waggon- und Maschinenbau AG Görlitz) e nel corso degli stessi anni venti con altre due aziende del settore.
La società si specializzò particolarmente nel settore ferroviario e tranviario impegnandosi anche nello sviluppo di rotabili di concezione moderna e per alte velocità.
Fiore all'occhiello della produzione pre-bellica fu l'Amburghese Volante (classificato in Germania come DRG Class SVT 877).
Durante la Seconda guerra mondiale la produzione venne convertita alle esigenze belliche. In quel periodo l'azienda intraprese la costruzione di motori e turbine per veicoli militari ed unità navali, come navi mercantili ed U-Boot. Lo sviluppo del conflitto, avverso alla Germania, che vide la controffensiva dell'Armata Rossa raggiungere il territorio tedesco, ebbe conseguenza nel controllo, dal 1945, da parte dell'Unione Sovietica. Nel dopoguerra si trovò nel neocostituito stato filosovietico della Germania Est e la sua produzione venne nuovamente convertita al mercato dei trasporti civili e realizzando rotabili per le Deutsche Reichsbahn; nel 1984 aveva già prodotto 4 000 vagoni per il blocco orientale.